# Warren Tay
Waren Tay (1843 – 15. května 1927) byl britský oftalmolog původem z Yorkshiru.
V roce 1881 jako první popsal červenou skvrnu na sítnici, která je přítomna u Tayovy–Sachsovy choroby. Tento stav popsal v prvním ročníku periodika Oftalmologické společnosti, na případu dítěte, které mělo rovněž neurologické potíže. Později ve čtvrtém ročníku téhož periodika podal celkový popis klinických symptomů onemocnění a zaznamenal dalšího člena rodiny se stejným stavem sítnice.
V roce 1874 popsal v Londýnské oftalmologické nemocnici jako první stav, který sestával z malých bílých nebo žlutých teček v cévnatce kolem žluté oční skvrny, které jsou prvním projevem senilní makulární degenerace. V současné době je tento stav někdy označován jako Hutchinsonova nemoc, pojmenovaná po chirurgovi Jonathanu Hutchinsonovi, který byl Tayovým mentorem.
Samotný Tay měl glaukom a byl slepý na jedno oko. Byl zapálený cyklista a svými přáteli popisován jako „chodící lékařská encyklopedie.“